# Niecne uczynki
Niecne uczynki (tytuł oryg. Dirty Deeds) – amerykańska komedia młodzieżowa z 2005 roku, przez twórców reklamowana jako "film zrealizowany w tradycji American Pie".

## Fabuła
Absolwent szkoły średniej, Zach Harper, chcąc zaimponować pięknej Meg Cummings, pomaga jej bratu Kyle'owi. Przejmuje zadanie Kyle'a, którym jest wypełnienie dziesięciu ekstremalnych i niezwykle nagannych poleceń, tzw. "niecnych uczynków", w tradycji miejscowej młodzieży istniejącej od pokoleń. Na wykonanie zadania ma dwanaście godzin.

## Obsada
- Milo Ventimiglia – Zach Harper
- Lacey Chabert – Meg Cummings
- Tom Amandes – wicedyrektor Lester Fuchs
- Matthew Carey – Dan Lawton
- Mark Derwin – Vincent Scarno
- Charles Durning – Victor Rasdale
- Michael Milhoan – oficer Dill
- Billy L. Sullivan – Stash
- Zoe Saldaña (w czołówce jako Zoë Saldana) – Rachel Buff
- Arielle Kebbel – Alison
- Ray Santiago – Bobby D
- Erin Torpey – Jen
- Alex Solowitz – JD Riplock
- Danso Gordon – Biggs
- Wes Robinson – Kyle Cummings
- Dave Power – Nate
- Isidra Vega – gotka